# Gäversnäs

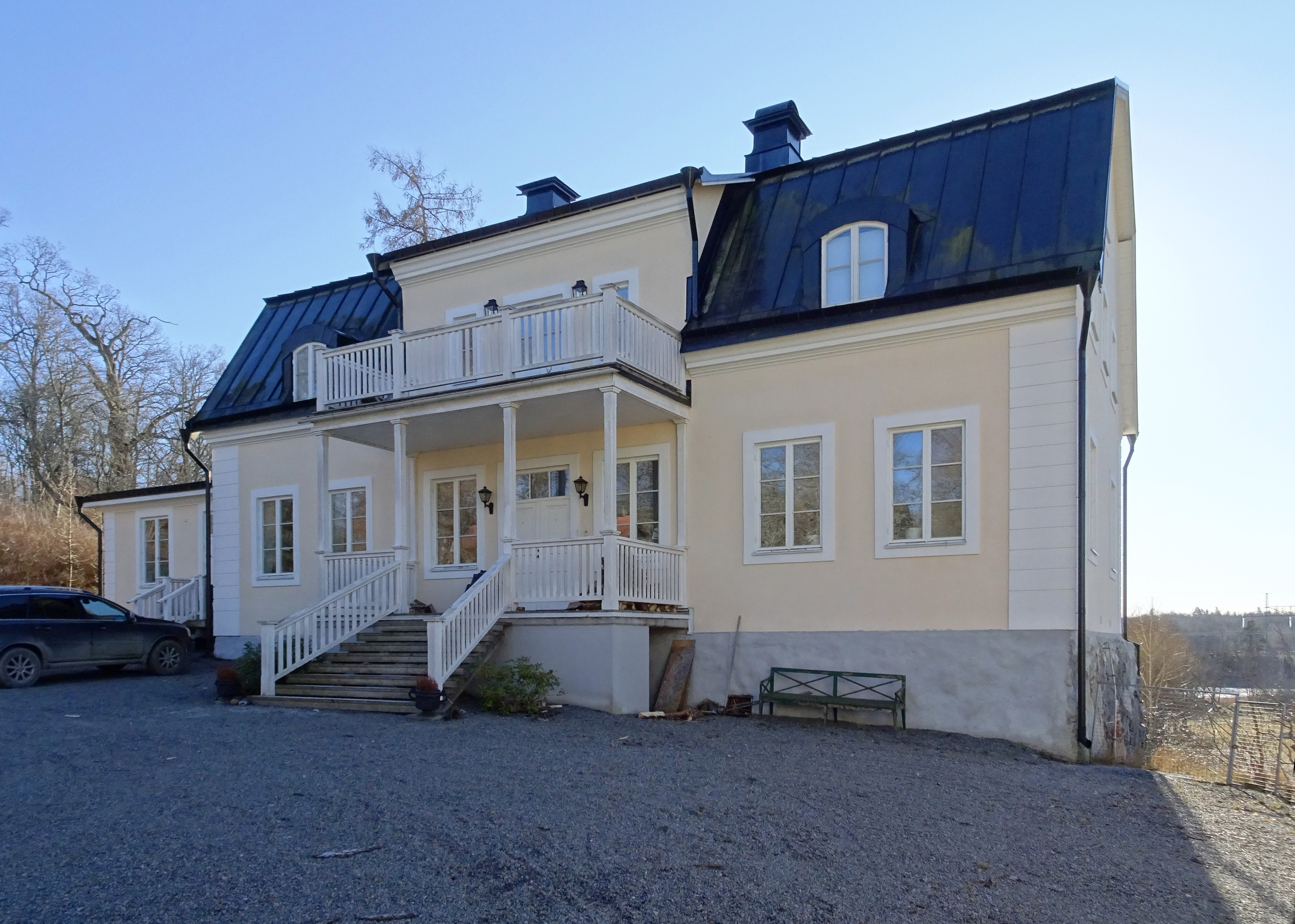
Gäversnäs huvudbyggnad, februari 2022.

Gäversnäs är en herrgård i Helgesta socken i Flens kommun i Södermanland. Gårdens huvudbebyggelse ligger på en halvö i sjön Båven, ungefär tio kilometer öster om Flen. Enligt kommunens kulturmiljöprogram från 2019 representerar Gäversnäs herrgårdsmiljö en ”viktig värdebärare” med 1700-tals mangård, arbetarbostäder och ekonomigård.

## Historik
Gäversnäs omnämns redan 1354 i skrift som Giversnæs, Gæwærsnæs och Gæwrsnes. År 1611 donerades stället till Bastian Donat  (död 1612), svärson till Lars Västgöte. Gäversnäs ingick i Lars Västgötes stora förläning som även omfattade bland annat Skedevi, Sofielund, Hornsund och Mälby. Gäversnäs kom att lyda under Skedevi som blev huvudgård. Därefter ägdes Gäversnäs av hovstallmästaren Paul Wudd (död 1691), gift med Bastian Donats dotter ur första giftet, Anna Margareta Bonnat. 
Vid Karl XI:s reduktion 1683 drogs gården in till kronan men lämnades redan 1685 till kronofogden Anders von Heland (död 1695). På en karta från 1688 visas två mangårdar vid Gäversnäs. År 1725 tillhörde gården von Helands son och hade därefter fem olika ägare tills den 1849 kom till greve Stackelberg på Skedevi. På 1860-talet ägdes Gäversnäs av löjtnant G.A. Boheman.
Ägare från omkring 1880 var änkefru Emilia Fredrika Margareta Hellstrand född Porath. Gården förvaltades av sonen Per Albert Hellstrand (född 1856). Efter hans död 1918 övertog modern egendomen, vid hennes död 1938 tillföll gården syskonbarnen Anna Maria Zetterqvist (född 1891) och med. lic. Anders Zetterqvist (född 1892). Han löste ut sin syster år 1939. År 1982 övertogs gården av sonen Hans A. Zetterqvist och 2003 av dennes son Björn Anders Zetterqvist (född 1958).

Historiska kartor
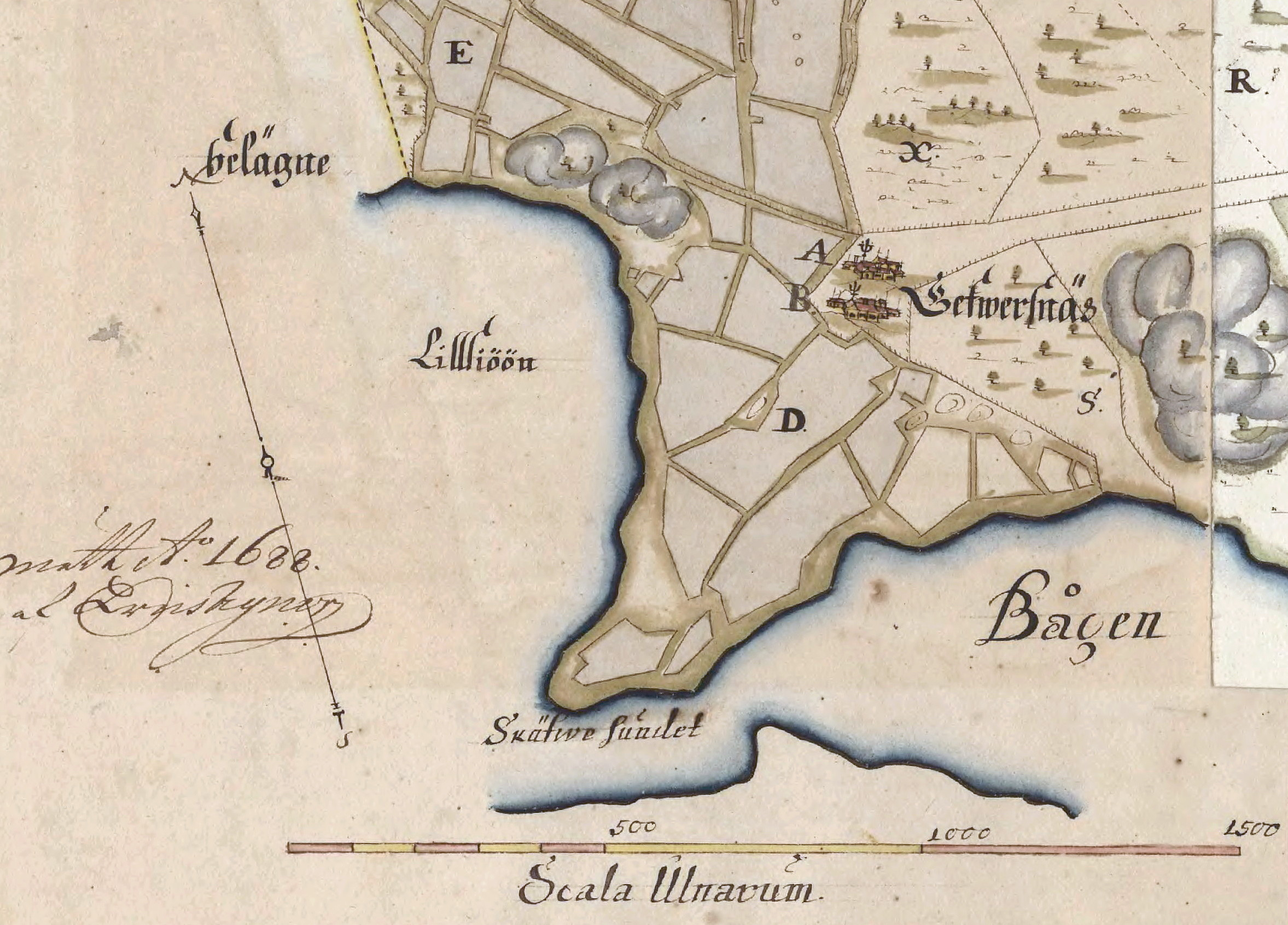
1688.
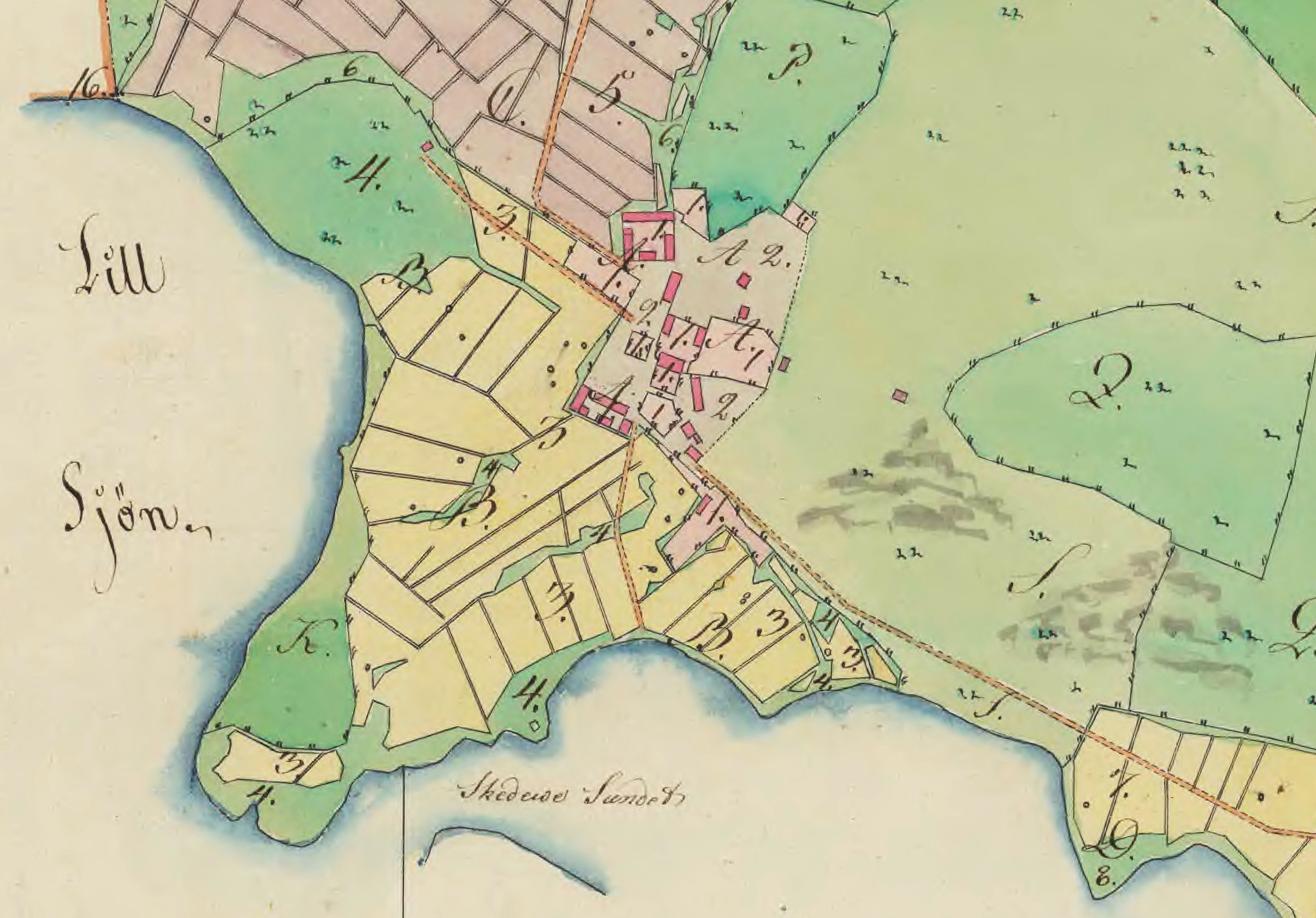
1798.
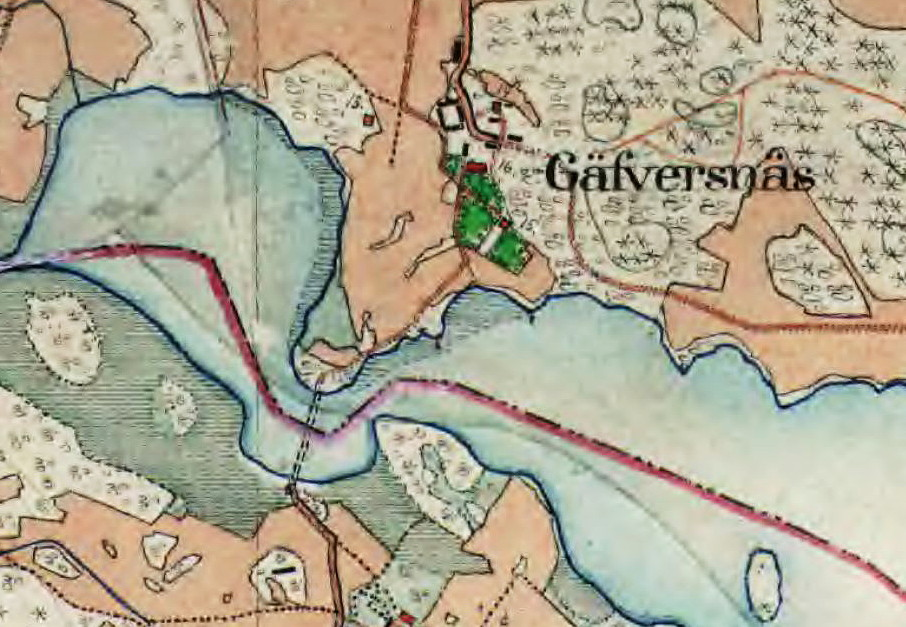
1897.

### Bebyggelsen och verksamhet

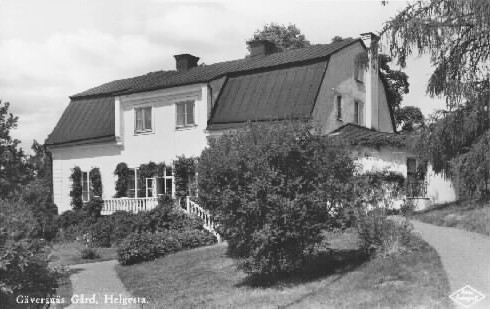
Gäversnäs huvudbyggnad, vykort.

Huvudbyggnaden härrör från 1700-talet och är uppförd i envåning med utbyggd vind under ett brutet plåtklädd sadeltak. Fasaderna är putsade och avfärgade i ljusgul kulör med vit putsdekor. Ursprungligen flankerades huvudbyggnaden i norr av två fristående flyglar. Numera finns en flygel uppförd 1888 med fasader i ljusgrå puts, vit dekor och dekorerad i snickarglädje. Till gårdsbilden hör också en faluröd, timrad bod. Ekonomigården ligger samlad norr om mangården och består av faluröda byggnader från 1910-talet samt flera äldre timmerbyggnader. Öster om gården finns rester efter en kalkugn. 
Mellan gårdarna Skedevi och Gäversnäs sträckte sig en vinterväg över Skedevisundet, sundet mellan Hornsundssjön och övriga Båven. Vägen är inritad på Häradsekonomiska kartan från 1897. När sundet var isfritt tog man sig över med linfärja vilket förenklade trafiken mellan de båda gårdarna.
Gårdens fastighet (Gäversnäs 3:1) omfattar hela Gäversnäshalvön ända upp till tätorten Skebokvarn och fortsätter norr om riksväg 57 med ett mindre markområde som avskars från övriga egendomen när västra stambanan drogs över gårdens ägor på 1860-talet. Den totala arean är på drygt 380 hektar och inkluderar vattenområden i Båven och Kvarnsjön. På gården bedrivs blandat jordbruk och uppfödning av köttdjur.

### Nutida bilder

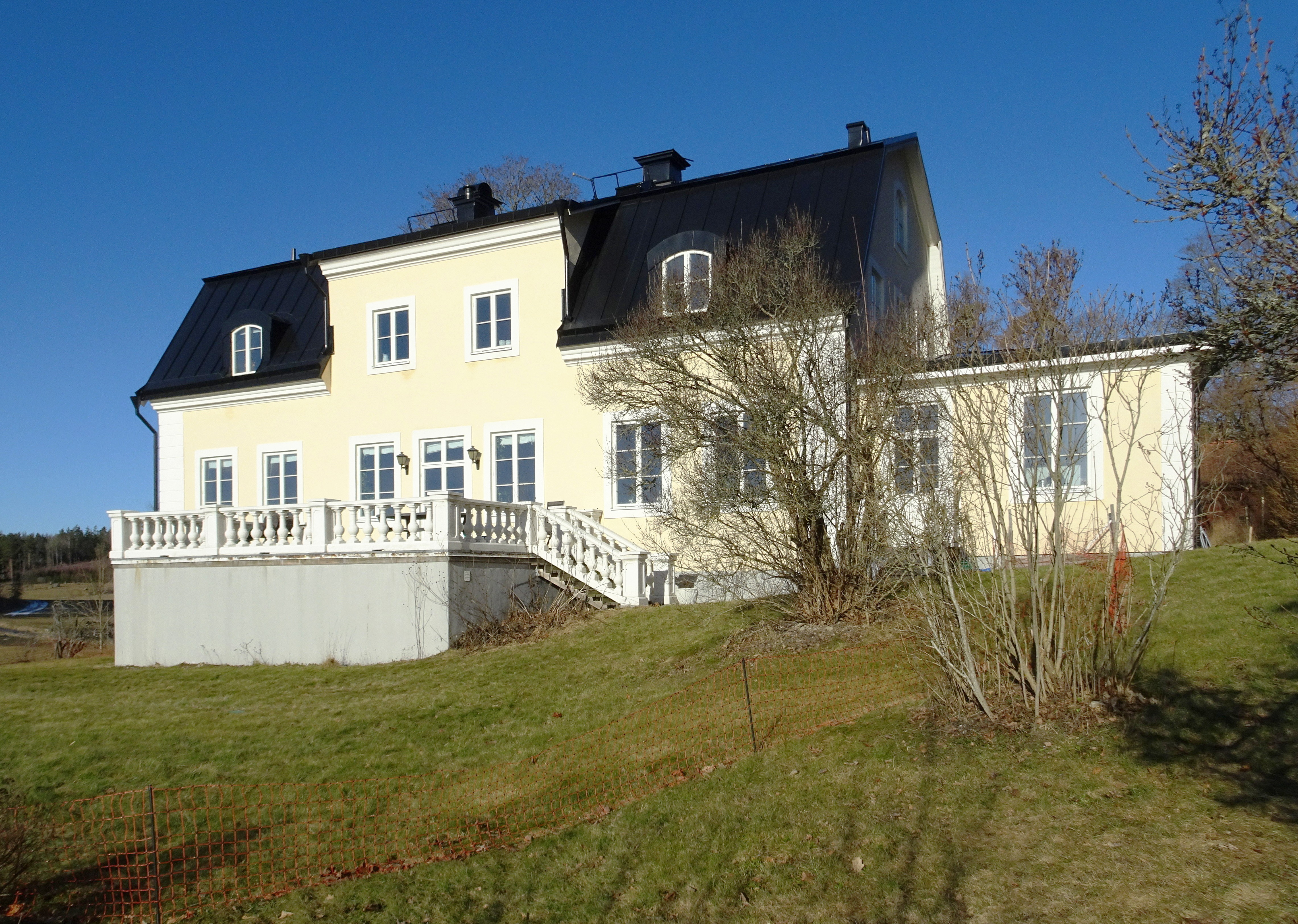
Huvudbyggnad, fasad mot söder.
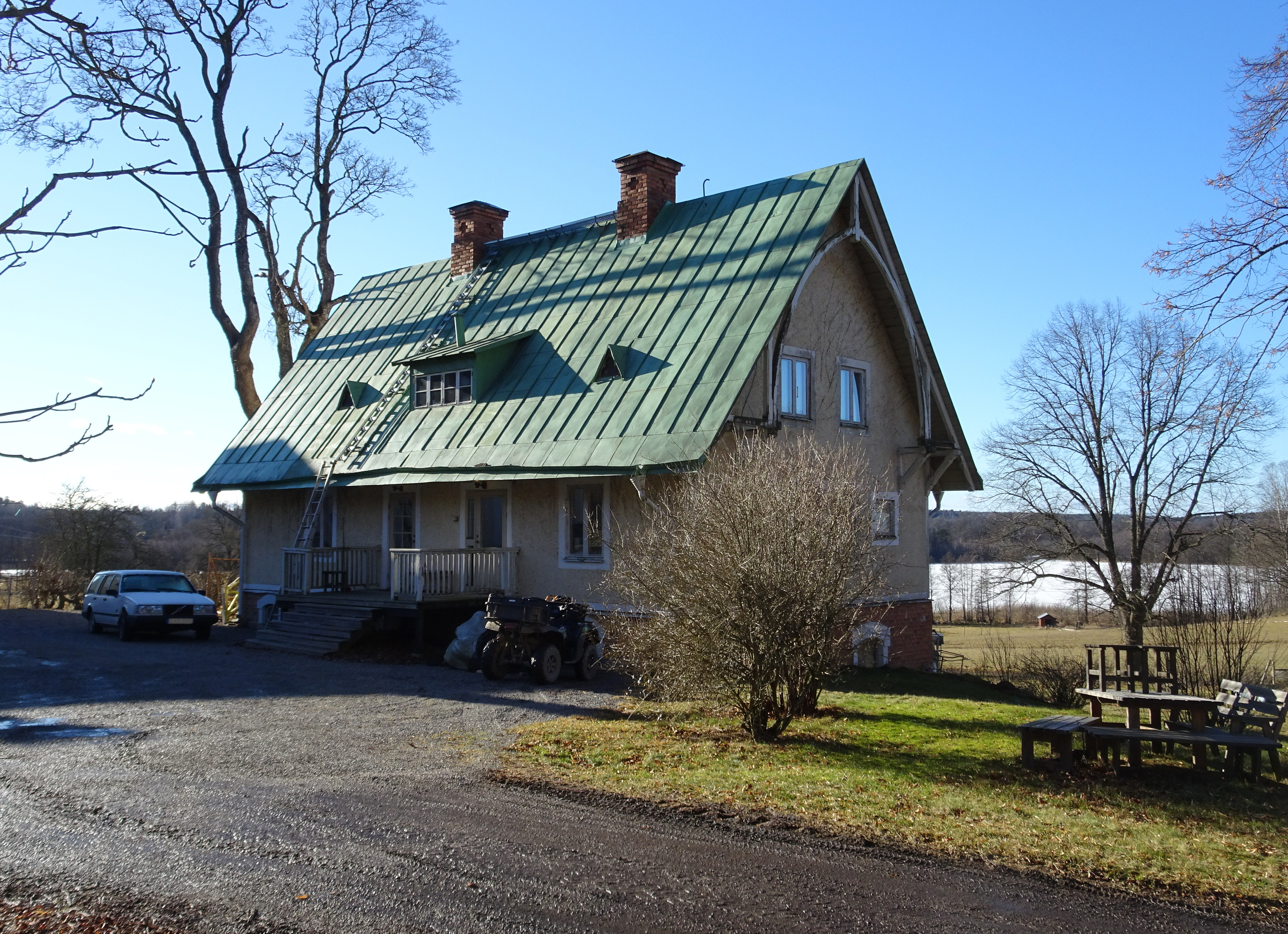
Flygeln.
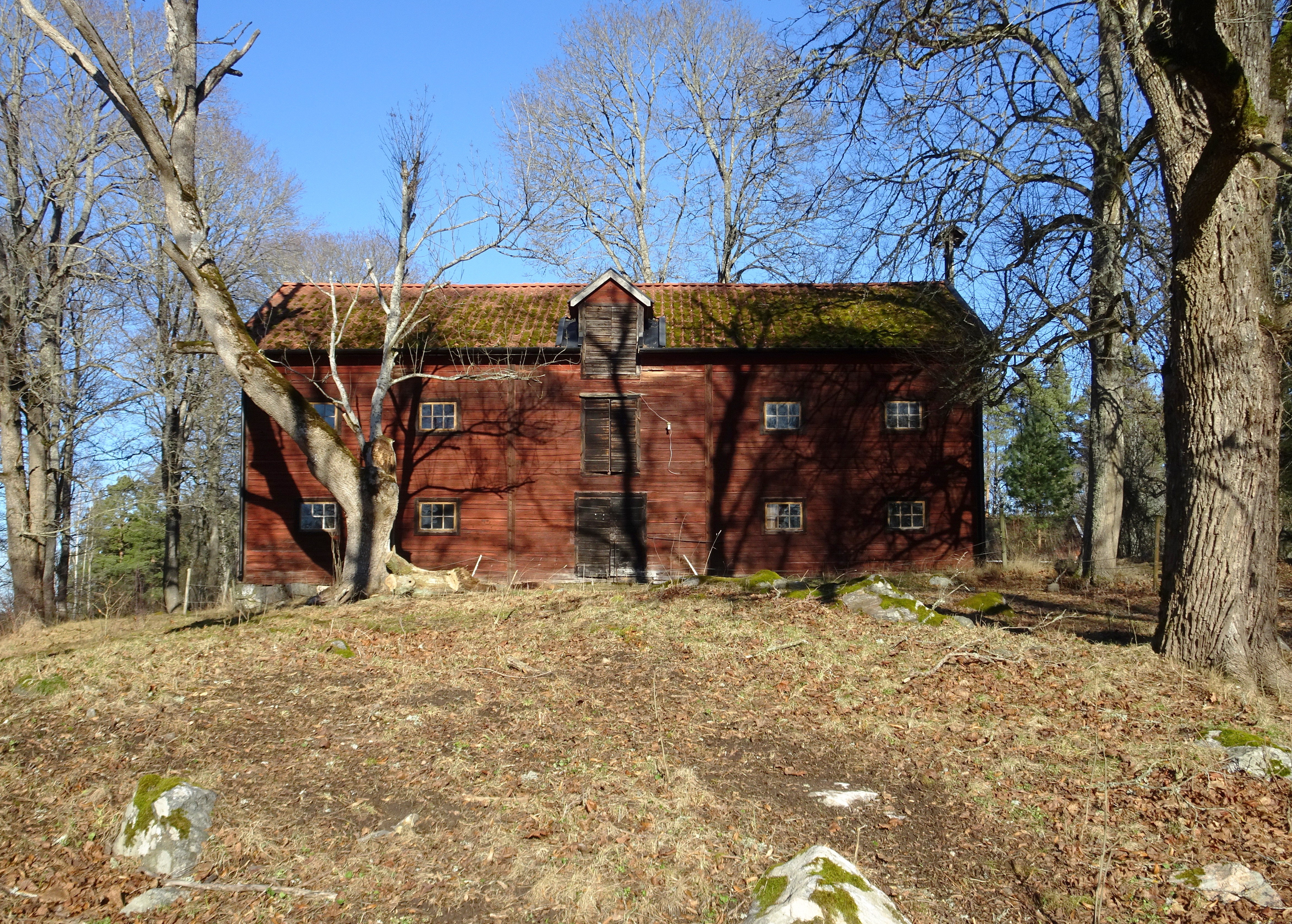
Äldre magasin.
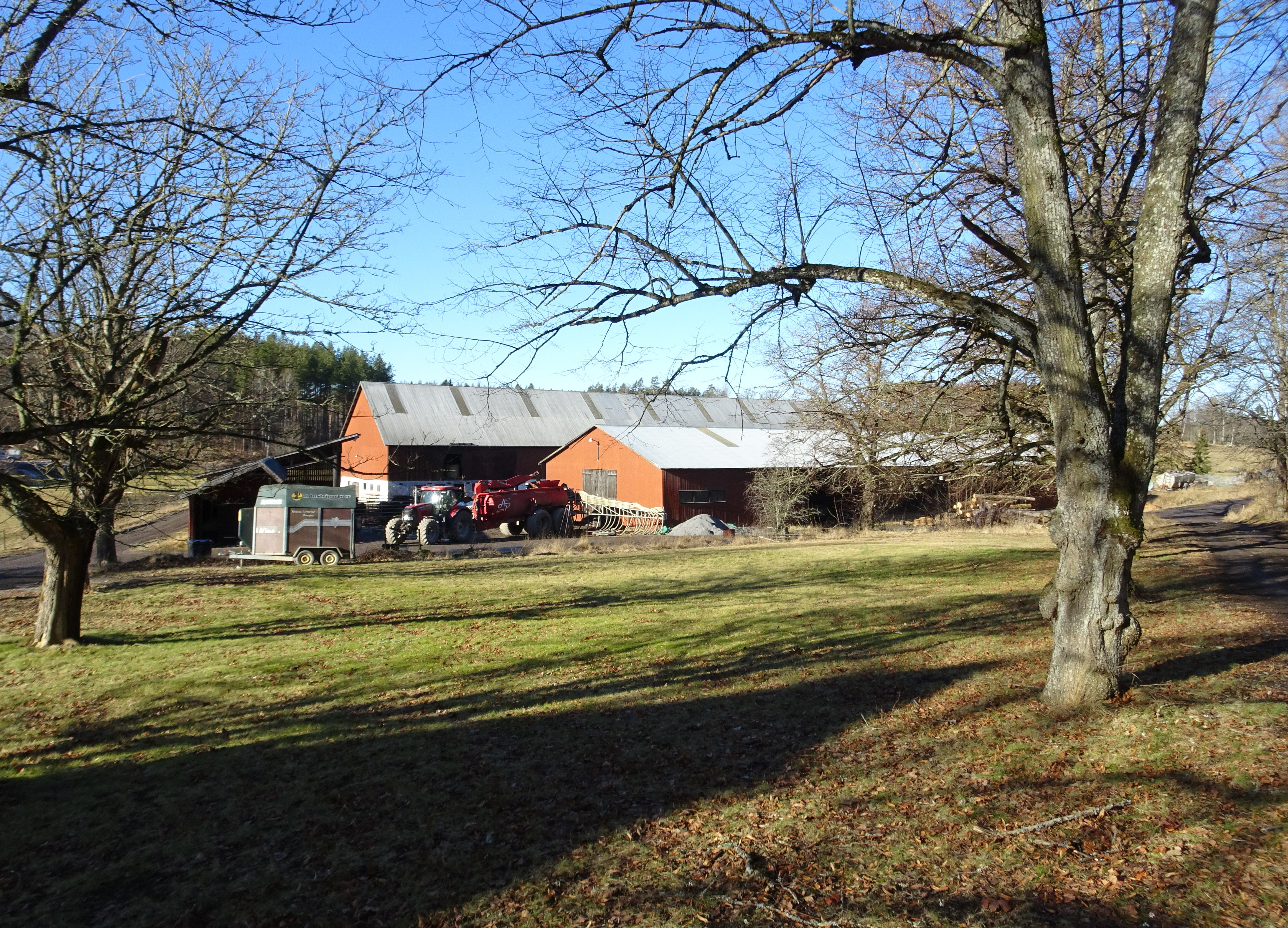
Ekonomigården.

## Gäversnäs granngårdar
- Hornsund
- Mälby
- Skedevi